# Isola Midgley
L'isola Midgley (in inglese Midgley Island) è una piccola isola antartica facente parte dell'arcipelago Windmill.
Localizzata ad una latitudine di 66° 19' sud e ad una longitudine di 110°24' est, l'isola si trova 4 chilometri al largo della penisola Mitchell, nella costa Budd. La zona è stata mappata per la prima volta mediante ricognizione aerea durante l'operazione Highjump e l'operazione Windmill, negli anni 1947-1948. È stata intitolata dalla US-ACAN al tenente E.W. Midgley, medico dell'US Army che ha partecipato all'operazione Windmill.